# Soňa Vašíčková
Soňa Vašíčková (1962) es una deportista checoslovaca que compitió en halterofilia. Ganó dos medallas en el Campeonato Europeo de Halterofilia, plata en 1991 y bronce en 1992.

## Palmarés internacional
| Campeonato Europeo | Campeonato Europeo | Campeonato Europeo | Campeonato Europeo |
| Año                | Lugar              | Medalla            | Categoría          |
| ------------------ | ------------------ | ------------------ | ------------------ |
| 1991               | Varna (Bulgaria)   | Medalla de plata   | +82,5 kg           |
| 1992               | Loures (Portugal)  | Medalla de bronce  | +82,5 kg           |